# アーダルベルト・フォン・プロイセン (1811-1873)
アーダルベルト・フォン・プロイセン（Adalbert von Preußen, 1811年10月29日 - 1873年6月6日）は、プロイセンの王族、陸軍・海軍軍人。プロイセン王子ヴィルヘルムの次男で、フリードリヒ・ヴィルヘルム3世の甥。1848年革命後のプロイセン海軍成立に貢献した。海軍の最終階級は大将。

## 生涯
アーダルベルトは1811年10月29日にベルリンで、ヴィルヘルムとその妻であったヘッセン＝ホンブルク方伯フリードリヒ5世の娘マリアンネ（1785年 - 1846年）の間に双子の二番目として生まれた。なお、同日に生まれた兄のタッシロは満2歳になる前に死去している。
青年期、アーダルベルトは陸軍の砲兵隊に仕官していた。しかし彼は1826年から1842年にかけてオランダ・イギリス・ロシア・トルコ・ギリシャ・ブラジルへ旅行を行い、海軍力が通商や工業に必要であると確信するようになった。アーダルベルトは海戦理論を学び、1835年から1836年にかけてプロイセン最初の建艦計画を立案した。
当時プロイセンはヨーロッパ随一の陸軍を保持していたが、独自の海軍はほとんど持っておらず、同盟国であったイギリス・オランダ・デンマークの海軍をあてにしていた。この戦略の失敗は、1848年から1851年にかけて戦われた第一次シュレースヴィヒ＝ホルシュタイン戦争にて明らかになった。この戦争でイギリスとオランダは中立を保ち、デンマークは敵となった。開戦してすぐに、デンマーク海軍は北海とバルト海におけるプロイセンの通商を壊滅させた。
1848年革命の間に聖パウル教会で開かれたフランクフルト国民議会は、ドイツ帝国海軍を設立するための海事技術委員会の代表にアーダルベルトを選出した。アーダルベルトは設立する海軍の規模についてメモのなかで3通りに分類した。
1. 沿岸警備のみを目的とする防御的な海軍力
2. 国防と最重要の通商を保護するための攻撃的な海軍力
3. 完全に独立した海軍力

そして、イギリスのような海軍大国を刺激せず十分な効果が得られるとして2を勧めた。
1849年、フランクフルト国民議会からのドイツ皇帝即位要請を拒絶していた従兄のフリードリヒ・ヴィルヘルム4世は、アーダルベルトに対して帝国海軍の職を辞すよう命令した。しかしこの後もアーダルベルトは建艦の必要性を訴え続けた。
1852年にアーダルベルトは海軍基地を北海に建設する必要があると主張し、オルデンブルク大公国との間にヤーデ条約（1853年7月20日）を手配した。これによってプロイセンはヴィルヘルムスハーフェンを買収し、当地に軍港を建設した。
1854年3月30日、アーダルベルトは海軍大将に任じられた。1864年の第二次シュレースヴィヒ＝ホルシュタイン戦争ではバルト海戦隊の司令であった。
1870年から1871年にかけて戦われた普仏戦争――この戦争の結果、ドイツ帝国が成立した――の後、アーダルベルトは帝国海軍から引退し、その2年後に肝疾患で死去した。
アーダルベルトと、貴賎結婚であった妻のバルニム男爵夫人テレーゼ・エルスラー（1808年 - 1878年）との間には一人息子のアーダルベルト・フォン・バルニム（Adalbert von Barnim, 1841年 - 1860年）が生まれた。彼はナイル川の探検へ向かい、1860年にスーダンで死去した。